# Alpha Monocerotis
Alpha Monocerotis is de helderste ster in het sterrenbeeld Eenhoorn met een magnitude van 3,93. de ster is bij helder weer te zien vanuit de Benelux.